# Peyres-Possens

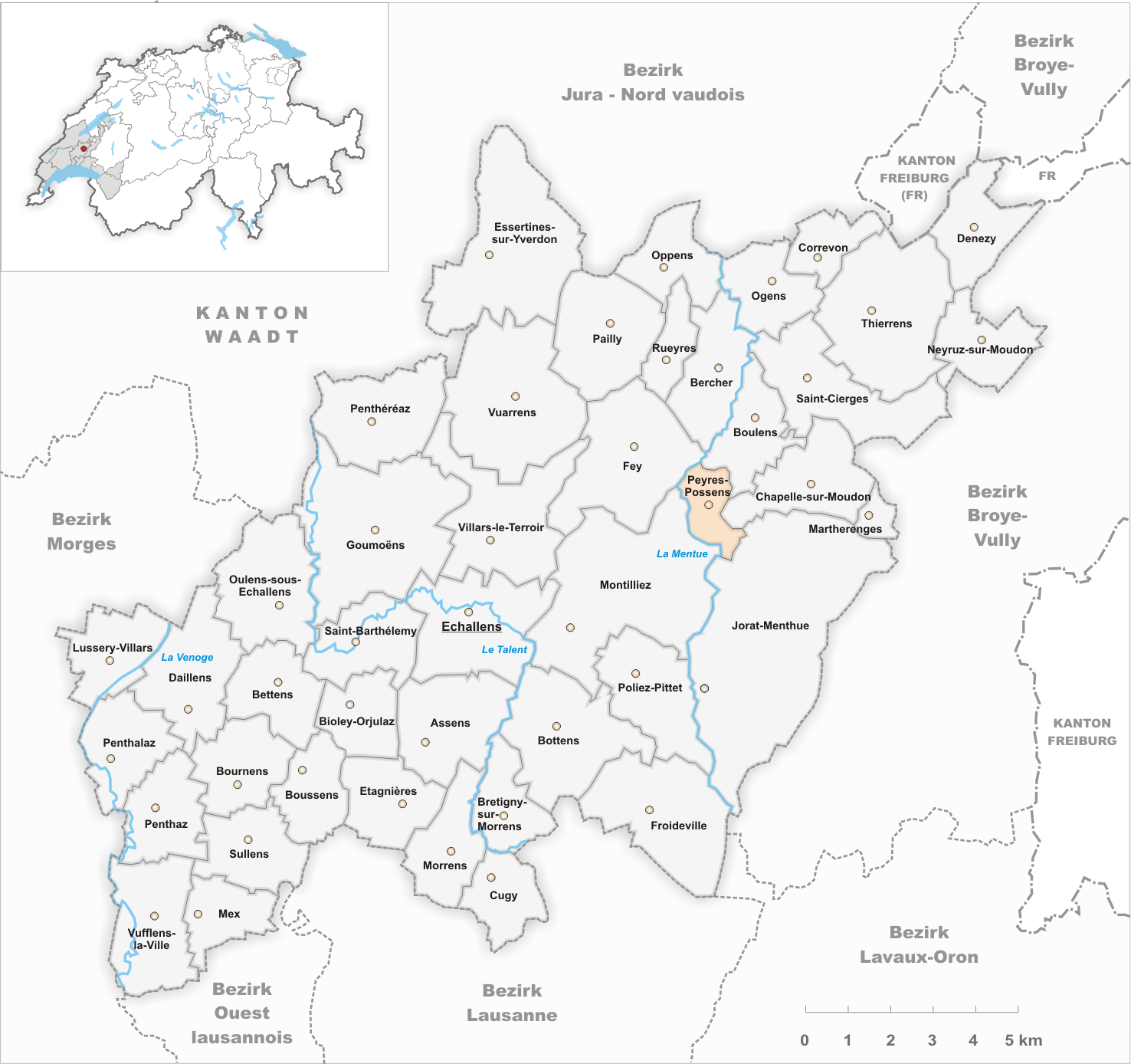
Gemeindestand vor der Fusion am 31. Dezember 2012

Peyres-Possens war bis am 31. Dezember 2012 eine politische Gemeinde im Distrikt Gros-de-Vaud des Kantons Waadt in der Schweiz.
Am 1. Januar 2013 fusionierte sie mit den Gemeinden Chanéaz, Chapelle-sur-Moudon, Correvon, Denezy, Martherenges, Neyruz-sur-Moudon, Saint-Cierges und Thierrens zur neuen Gemeinde Montanaire.

## Geographie
Peyres-Possens liegt auf 703 m ü. M., 17 Kilometer nordöstlich der Kantonshauptstadt Lausanne (Luftlinie). Das kleine Bauerndorf erstreckt sich auf einer Geländeterrasse östlich des Taleinschnitts der Mentue, im Molassehügelland des nördlichen Waadtländer Mittellandes.
Die Fläche des 1,9 km² grossen ehemaligen Gemeindegebiets umfasst einen Abschnitt im äussersten Nordosten des Gros de Vaud, der Kornkammer des Kantons Waadt. Die westliche Grenze wird vom Mittellauf der Mentue gebildet, die hier im Lauf der Zeit ein tiefes Tal in die Molasseschichten eingegraben hat. Von hier erstreckt sich der Gemeindeboden ostwärts auf das Plateau Plan Champ und die Terrasse von Peyres-Possens. Im Südosten des Gebiets auf der Höhe Grands Champs, die mit einem steilen Waldhang zur Mentue hin abfällt, wird mit 793 m ü. M. der höchste Punkt von Peyres-Possens erreicht. Von der ehemaligen Gemeindefläche entfielen 1997 9 % auf Siedlungen, 40 % auf Wald und Gehölze und 51 % auf Landwirtschaft.
Die ehemalige  Gemeinde besteht aus den beiden Weilern Peyres (721 m ü. M.) und Possens (703 m ü. M.) und dem dazwischenliegenden Roserette (715 m ü. M.). Nachbargemeinden von Peyres-Possens waren Boulens, Chapelle-sur-Moudon, Sottens, Montaubion-Chardonney, Dommartin, Naz und Fey.

## Bevölkerung
Mit 140 Einwohnern (Stand 31. Dezember 2012) gehörte Peyres-Possens zu den kleinsten Gemeinden des Kantons Waadt. Von den Bewohnern sind 89,5 % französischsprachig, 4,9 % deutschsprachig und 4,2 % sprechen Albanisch (Stand 2000). Die Bevölkerungszahl von Peyres-Possens belief sich 1900 noch auf 167 Einwohner. Danach wurde bis 1980 durch starke Abwanderung eine Abnahme auf 107 Einwohner verzeichnet; seither nahm die Bevölkerung jedoch wieder leicht zu.

## Wirtschaft
Peyres-Possens war bis Mitte des 20. Jahrhunderts ein vorwiegend durch die Landwirtschaft geprägtes Dorf. Noch heute haben der Ackerbau, der Obstbau und die Viehzucht eine wichtige Bedeutung in der Erwerbsstruktur der Bevölkerung. 1944 wurde auf dem Plan Champ nördlich von Possens eine Zweigstelle der Ziegelei Morandi SA von Corcelles-près-Payerne gegründet, die hier eine grössere Kiesgrube unterhält. Weitere Arbeitsplätze sind im lokalen Kleingewerbe und im Dienstleistungssektor vorhanden. In den letzten Jahrzehnten hat sich das Dorf auch zu einer Wohngemeinde entwickelt. Einige Erwerbstätige sind deshalb Wegpendler, die in den umliegenden grösseren Ortschaften arbeiten.

## Verkehr
Die ehemalige Gemeinde ist verkehrstechnisch recht gut erschlossen. Sie liegt an der Hauptstrasse von Lausanne nach Thierrens. Durch einen Postautokurs, der von Echallens nach Thierrens verkehrt, ist Peyres-Possens an das Netz des öffentlichen Verkehrs angebunden.

## Geschichte
Die erste urkundliche Erwähnung des Ortes Peyres erfolgte 1228 unter dem Namen Pairi; 1364 erschien die Bezeichnung Payri. Der Ortsname geht auf die Dialektform (Patois) perrière (vom lateinischen petrarium in der Bedeutung von Steinbruch) zurück. Possens ist bereits seit 1220 unter dem heutigen Namen überliefert. Aus späteren Zeiten sind die Schreibweisen Pussens und Pousens (um 1230) sowie Posseins (1238) bezeugt. Dieser Ortsname leitet sich vom burgundischen Personennamen Busso ab und bedeutet bei den Leuten des Busso.
Im Mittelalter waren die Dörfer Peyres und Possens im Besitz des Lausanner Domkapitels. Mit der Eroberung der Waadt durch Bern im Jahr 1536 gelangten sie unter die Verwaltung der Kastlanei Dommartin, einer Exklave in der Vogtei Lausanne. Nach dem Zusammenbruch des Ancien Régime gehörte Peyres-Possens von 1798 bis 1803 während der Helvetik zum Kanton Léman, der anschliessend mit der Inkraftsetzung der Mediationsverfassung im Kanton Waadt aufging. 1798 wurde es dem Bezirk Moudon zugeteilt.